# إرفنجية
إرفنجية أو عوبة هو الاسم المشهور في الغابون (الاسم العلمي: Irvingia)، جنس أشجار إفريقية ووجنوب شرق آسيوية، والتي تعرف أحيانًا بالأسماء الشائعة المانجو البري أو المانجو الأفريقي أو مانجو الأدغال أو ديكا أو أوغبونو. إنها تحمل ثمارًا تشبه المانجو الصالحة للأكل، ثمرتها نووية قدرها قدر البيضة الكبيرة. عجماتها دهنية المادة يستخر منها سمن (الديكا) الذي يماثل سمن الكاكاو.